# Гаазе, Георгий Германович
Георгий Германович Гаа́зе (16 (29) марта 1906, Одесса, Российская империя — 26 февраля 1971, Киев) — украинский советский музыкант-арфист, музыкальный педагог, заслуженный артист Украинской ССР (1951).

## Биография
В 1927 году окончил Одесскую консерваторию (класс И. Пермана).
В 1927—1931 — артист оркестров Одесского, Киевского (1934—1936, 1944—1955) и Тбилисского (1936—1944) театров оперы и балета. Проводил активную концертную деятельность. В 1931 гастролировал в Москве, Воронеже, Новосибирске, Тбилиси.
С 1932 Г. Гаазе работал солистом оркестра Киевского государственного театра оперы и балета и симфонического оркестра Киевской филармонии.
Отличался виртуозной техникой игры на арфе и хорошим сильным звучанием инструмента. За свою исполнительскую карьеру, кроме сольных программ, часто выступал с симфоническим оркестром, играл с такими выдающимися дирижёрами, как И. Прибик, А. Фрид, А. Моргулян, С. Столерман, А. Павлов-Арбенин и др. Кроме того, часто выступал в составе различных ансамблей и с вокалистами.
Преподавал в Киевской и Тбилисской консерваториях.
За годы педагогической работы в Киевской консерватории Г. Г. Гаазе воспитал блестящую плеяду арфистов, среди которых лауреаты международных конкурсов Д. Зедник, Е. Манзий, Л. Браминская, Л. Рубинштейн и др.
В 1955 году вышел на пенсию. Умер в Киеве в 1971 году.